# Lebensrettender Handgriff

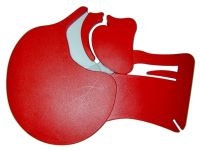
Verlegung der Atemwege am Kopfschnittmodell

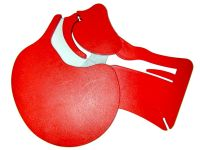
Freie Atemwege am Kopfschnittmodell

Der Lebensrettende Handgriff (Überstrecken des Nackens, „Head tilt and chin lift“ gemäß ERC-Richtlinien) ist eine Notfallmaßnahme, die zum Freimachen und Freihalten der Atemwege eines Bewusstlosen dient. Er ist ein Teil der lebensrettenden Sofortmaßnahmen. 
Notwendig ist diese Maßnahme, da mit Eintritt der Bewusstlosigkeit – anders als im Schlaf – die gesamte Skelettmuskulatur einschließlich der Zungenmuskulatur erschlafft, was bei auf dem Rücken liegenden Bewusstlosen zu einer Behinderung der Atmung führt: Während der Ruhetonus der Muskulatur die Zunge normalerweise in der Mundhöhle hält, sackt sie im schlaffen Zustand der Schwerkraft folgend in den Rachenraum, wo sie den Kehlkopf verlegen kann (Glossoptose). Unbehandelt führt dies meist zum Tod durch Erstickung. Um den Zungengrund nach vorne zu ziehen und so die Atemwege wieder freizumachen, wird der Nacken des Bewusstlosen überstreckt.
Der modifizierte Esmarch-Handgriff dient dazu, diesen Effekt zu verstärken, indem zusätzlich der Unterkiefer bzw. das Kinn nach vorne gedrückt und angehoben wird.